# Holzkragen

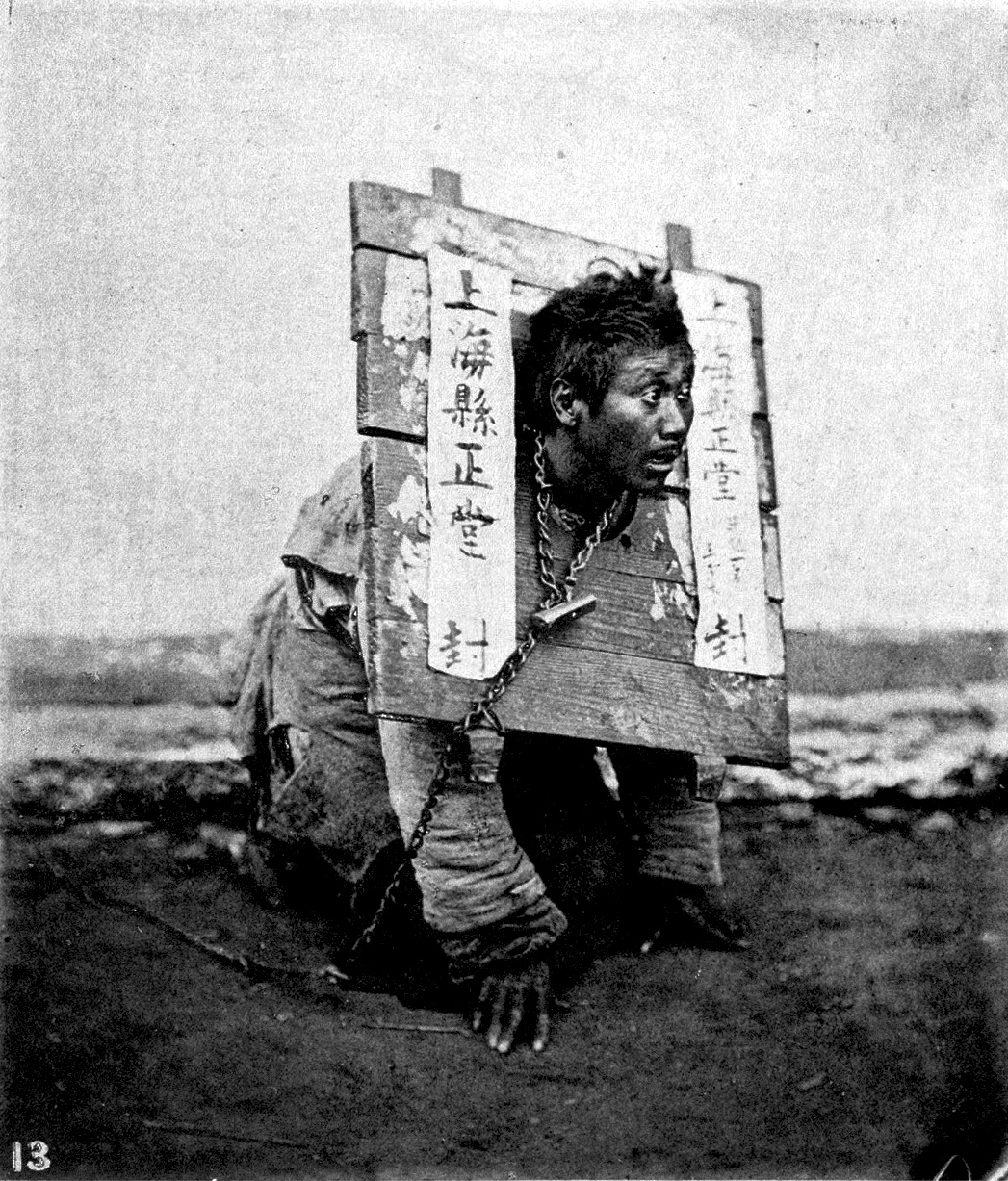
Foto eines Mannes mit Holzkragen in Shanghai, John Thomson um 1870.

Der Holzkragen (枷,  jiā), in westlichen Sprachen auch als cangue, kang bezeichnet, war eine Bestrafungsmethode im Kaiserreich China, Korea und Japan.

## Beschreibung
Er bestand aus einem quadratischen Holzbrett mit einem kreisrunden Loch für den Hals des Verurteilten in der Mitte. Der Holzkragen verfügte über ein Scharnier und einen Verschluss, der beide Hälften des Brettes zusammenhielt.

„Eine sehr häufig angewendete Strafe ist der tragbare Schandpfahl, auch „Holzkragen“ genannt, der ebenfalls nur für unbedeutende Verbrechen zuerkannt wird. Es giebt Holzkragen von verschiedener Grösse und verschiedenem Gewicht. Je nach der Natur der zu bestrafenden Gesetzverletzung wechselt die Tragdauer dieses Instruments zwischen zwei Wochen und drei Monaten ab; während der ganzen Strafzeit muss es Tag und Nacht ununterbrochen getragen werden. […] Auf den Holzkragen werden mit grossen Buchstaben der Name des Verurtheilten und die Benennung seiner Uebertretung geschrieben. Oft muss ein Schandpfahlträger vom Morgen bis zum Abend an einem der Stadtthore oder vor der Thüre eines Tempels oder einer anderen öffentlichen Lokalität stehen, wobei er von den Vorübergehenden mit Spott und Hohn behandelt wird.“

Der Holzkragen diente der Demütigung und Beschämung des Verurteilten. Dieser wurde (teilweise monatelang) öffentlich zur Schau gestellt. Der Betreffende konnte sein Gesicht nicht verbergen, sich nicht abwenden, nicht allein essen, sich nicht hinlegen und nicht rennen.
Im 19. Jahrhundert wurde der Holzkragen zu einem weit verbreiteten Topos in der Wahrnehmung Chinas durch die westliche Welt. Er galt als Symbol für die Rückständigkeit und Grausamkeit des fernöstlichen Rechtssystems.
Die Bestrafungsmethode wurde im Kaiserreich China bis zum Ende der Qing-Dynastie angewendet.

## Zitate
„… dass zwei Bannerbeamte, die sich an einer Baustelle am Gelben Fluss mehrmals um ihre Arbeit gedrückt hatten, zur Bestrafung mehrere Monate im schweren Holzkragen am Flussufer zur Schau gestellt werden sollten. In die chufen zeli wurde dieser Fall – als Präzedenzfall – unter der Kategorie „Zerstören der Deiche [durch Beamte]“ aufgenommen. Diese Bestrafung erfreute sich bald großer Beliebtheit und wurde bei Deichbrüchen häufig auf die verantwortlichen niedrigen Beamten und solche, die sich bei den Bauarbeiten zu bereichern suchten, angewendet. […] z. B. der Generaldirektor für die Wasserwege in Henan und Shandong Wen Chong im Jahr DG21 (1841), der bei der Vorbereitung der Reparatur eines großen Deichbruches versagt hatte und drei Monate im schweren Holzkragen am Flussufer am Pranger stand […]. Zwei Jahre später ereilte das gleiche Schicksal den Generaldirektor Hui Cheng, der für zwei Monate im Holzkragen am Flussufer stehen musste, als er einen Deichbruch in Henan nicht zu reparieren vermochte. Der Fall Hui Cheng macht auch deutlich, dass es sich bei dieser Maßnahme um eine außergewöhnliche Maßnahme handelte, die aus der Machtvollkommenheit des Kaisers entsprang und die er sich für Fälle vorbehielt, in denen er mit Leistungen seiner Bürokratie besonders unzufrieden war.“

„Es ist letztlich nicht möglich, zu beurteilen, inwieweit derartige Strafen die Disziplin innerhalb der Wasserwegeverwaltung verbesserten. Sicher ist aber, dass sie in den einschlägigen Regeln und Gesetzbüchern lediglich über eine ausgesprochen dünne Grundlage verfügten und im hohen Maße durch die Willkür des Hofes und des Kaisers bestimmt waren. Keineswegs nämlich wurden alle Generaldirektoren, in deren Jurisdiktionen sich Deichbrüche ereigneten, mit der entwürdigenden Strafe des Tragens des Holzkragens am Flussufer belegt.“